# Antonietta Di Martino
Pour les articles homonymes, voir Di Martino.
Antonietta Di Martino (née le 1er juin 1978 à Cava de' Tirreni) est une athlète italienne, spécialiste du saut en hauteur. Triple médaillée aux championnats du monde (en argent en 2007 et en bronze en 2009 et 2011), elle est depuis février 2011 l'actuelle détentrice du record national italien du saut en hauteur en salle avec 2,04 m.

## Biographie

### Débuts
Dans le passé, Antonietta Di Martino a terminé à la 12e place des Championnats du monde 2001 à Edmonton. En 2006, elle termine à la 5e place lors des Mondiaux en salle 2006 à Moscou, puis, lors de la saison estivale, à la 10e place des Championnats d'Europe 2006 à Göteborg.

### 2007: records, médailles...

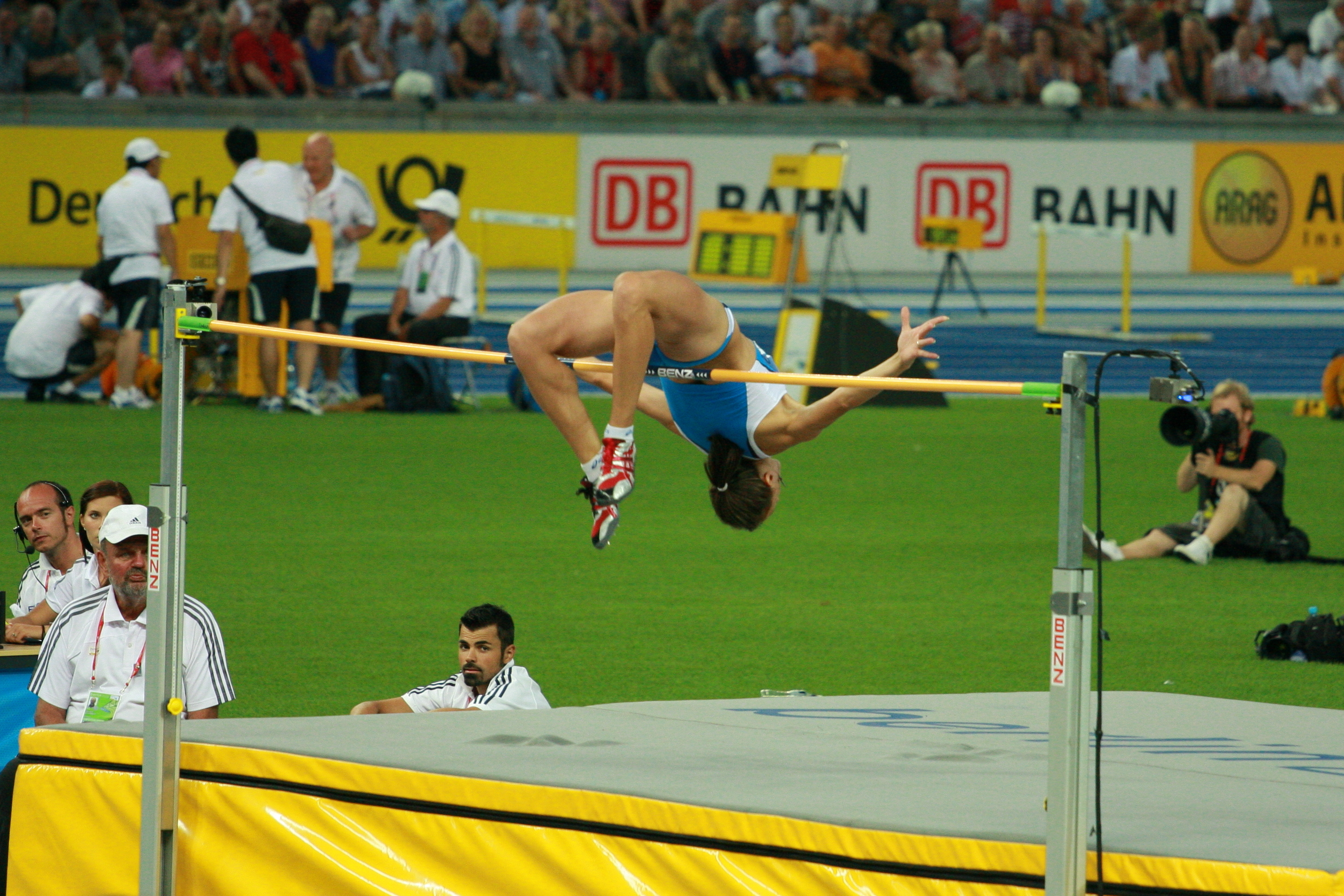
Antonietta Di Martino en 2009 lors des Championnats du monde de Berlin

Pour la saison 2007, en passant la barre des 2 mètres en salle, elle bat le record d'Italie de la spécialité, toujours détenu par l'ex-grande star de l'athlétisme italien Sara Simeoni. Quelques jours plus tard, elle remporte une médaille d'argent lors des Championnats d'Europe en salle 2007 à Birmingham. 
Plus tard dans la saison estivale, elle établit un nouveau record national avec 2,03 m. Cette hauteur fait d'elle la femme avec le plus grand écart positif entre sa taille, 1,69 m et la hauteur dépassée. Cette performance la place également parmi les prétendantes au podium pour les Championnats du monde 2007 à Osaka où elle égale son record national à 2,03 pour conquérir l'argent (2e ex aequo, derrière la favorite Blanka Vlašić).
En mars 2008, elle ne prend que la dixième place des mondiaux en salle de Valence (Espagne) avec 1,93 m et termine à la même place avec la même marque lors des Jeux olympiques de Pékin mais est finalement reclassée 9e, puis 7e (finaliste) en octobre 2016 à la suite du dopage d'Anna Chicherova.. Sérieusement blessée, elle considère qu'elle doit mettre un terme à sa carrière sportive.
Di Martino remporte les Championnats d'Italie en salle mais manque les Championnats d'Europe en salle de Turin dû à une maladie. Le 10 juillet 2009, elle bat Blanka Vlašić au Golden Gala de Rome (Golden League 2009) en réalisant 2,00 m au 2e essai et en égalant son record de la saison. Aux Championnats du monde de Berlin, elle échoue dans un premier temps au pied du podium avec 1,99 m, ratant 2,02 m de peu lors de son second essai. Cependant elle récupère la médaille de bronze le 1er février 2018 à la suite de la disqualification tardive de Chicherova. En fin de saison, elle quitte son coach Davide Sessa pour son mari Massimiliano di Martino, son futur mari.

### 2011

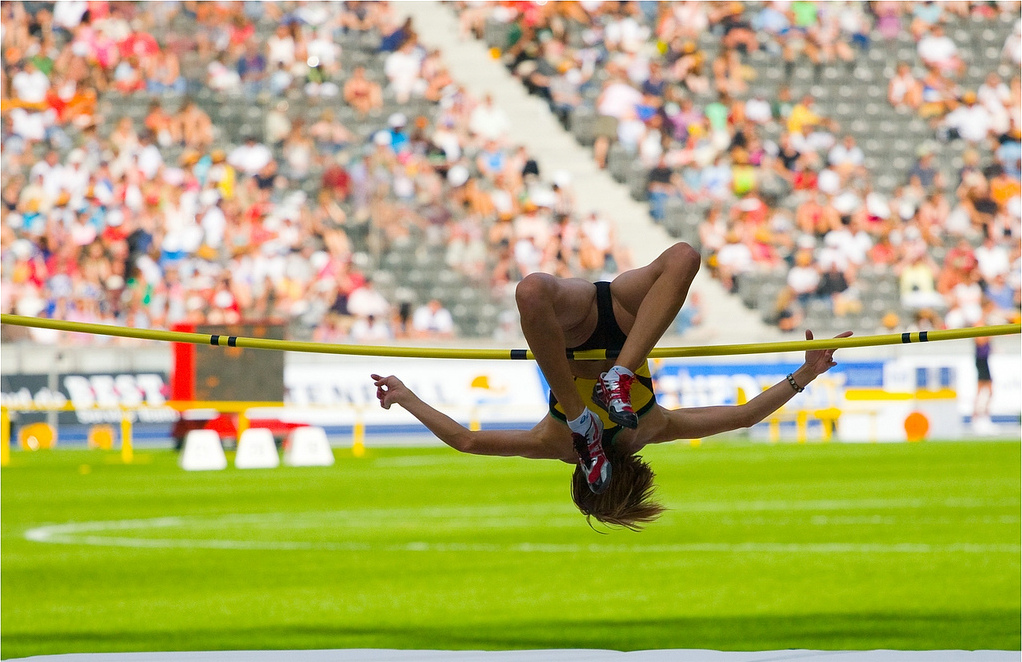
Antonietta Di Martino en 2010 lors du meeting ISTAF de Berlin

Après une élimination prématurée lors des Championnats d'Europe de Barcelone, di Martino renoue avec les hauteurs lors de la réunion de Banská Bystrica, en Slovaquie, elle réalise un bond à 2,04 m, meilleure performance mondiale de l'année au saut en hauteur, également record personnel, effaçant des tablettes l'ancien record national de 2,03 m. Elle est ensuite sacrée Championnats d'Europe en salle à Paris avec 2,01 m, succédant à Ariane Friedrich.
Le 7 août 2011, elle s'impose avec un bond de 2,00 m lors des championnats d'Espagne à Malaga, réalisant ainsi la deuxième meilleure performance de l'année, à égalité avec la championne du monde croate Blanka Vlašić.  Elle égale cette hauteur, au 3e essai, pour remporter la médaille de bronze aux mondiaux de Daegu, échouant de peu à 2,03 m derrière Blanka Vlašić et Anna Chicherova.

### 2012: blessure puis retraite (2015)
En avril 2012, elle se blesse lors d'un stage à Tenerife. Après de multiples opérations, repos et examens, Di Martino a été contrainte de déclarer forfait pour les Jeux olympiques. Son coach a annoncé vouloir porter plainte contre la clinique, jugeant que ceux-ci n'auraient pas réalisé l'importance de la blessure d'Antonietta di Martino.
Éloignée des pistes depuis 2012, elle annonce officiellement le 3 juin 2015 dans la pré-conférence de presse du meeting de Rome annuler sa participation au concours et mettre fin à sa carrière à l'âge de 37 ans.
Le 8 août 2017, à Salerne, elle donne naissance à son premier enfant, Francesco.
Le 1er février 2018, il est annoncé que la Russe Anna Chicherova, médaillée d'argent aux championnats du monde 2009, est disqualifiée pour dopage. Alors 4e de ce concours, Antonietta di Martino récupérera la médaille de bronze, tandis que l'Allemande Ariane Friedrich l'argent,.

## Palmarès

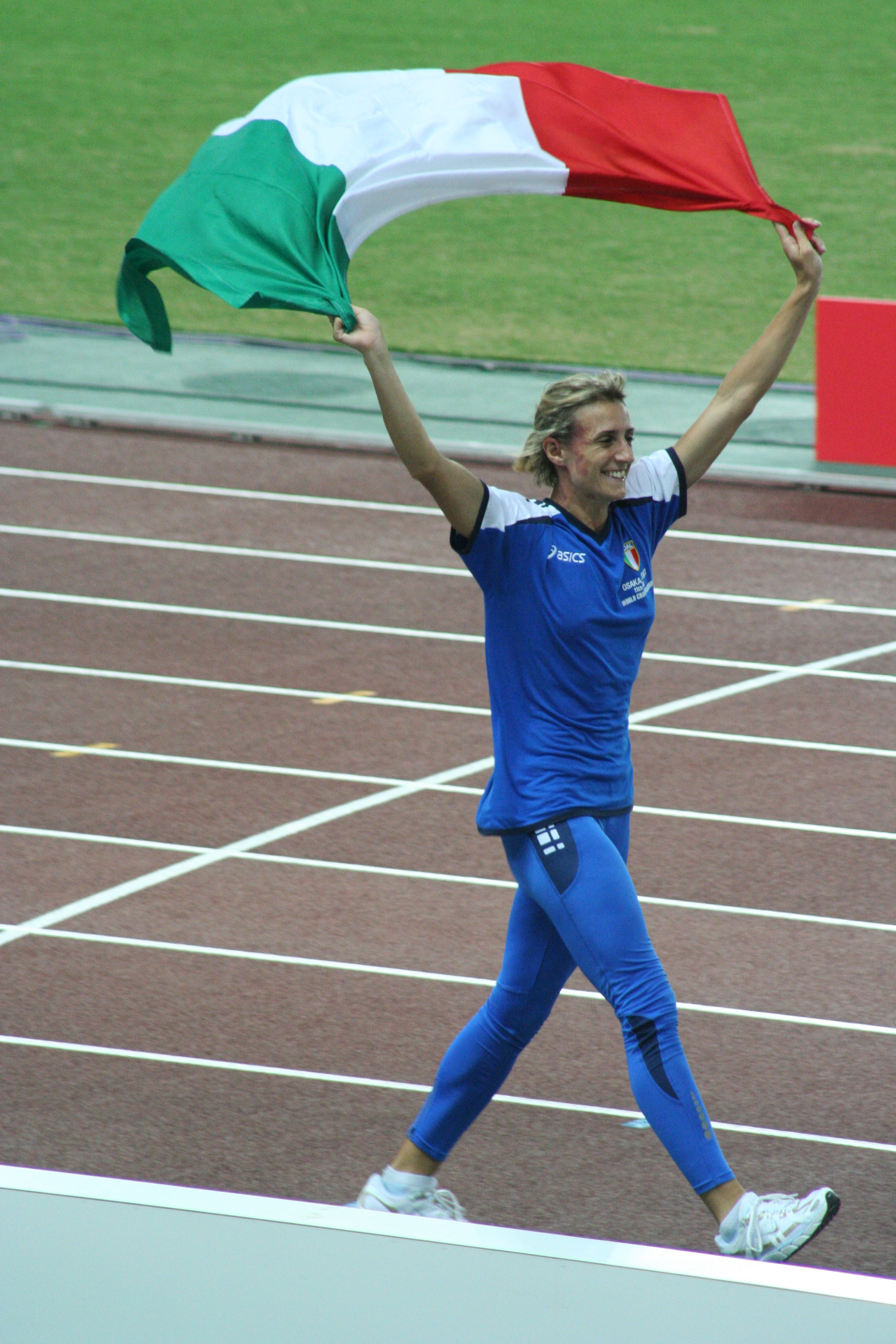
Di Martino en fêtant sa médaille d'argent des mondiaux d'Osaka

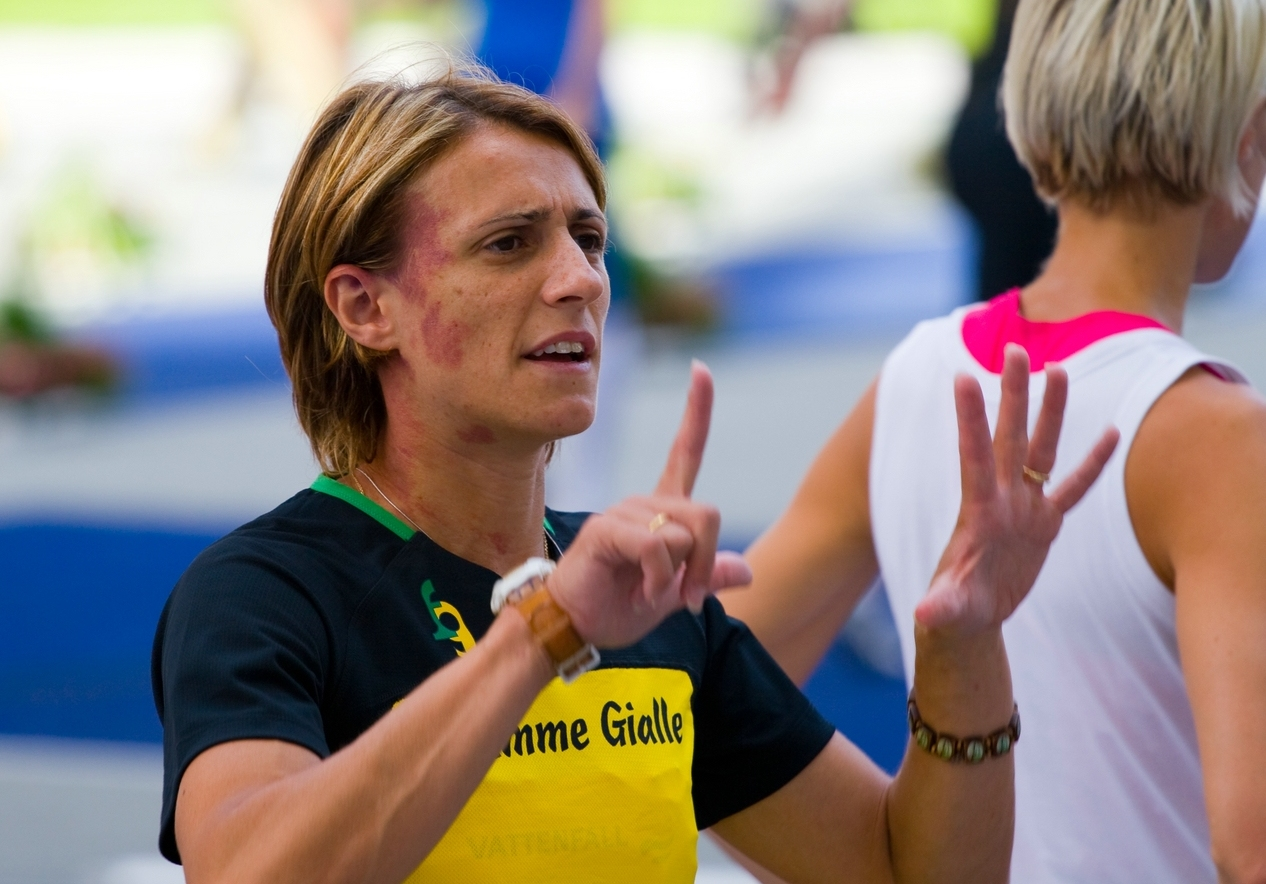
Antonietta Di Martino en 2010 lors du meeting ISTAF de Berlin

| Date | Compétition                       | Lieu             | Résultat | Hauteur |
| ---- | --------------------------------- | ---------------- | -------- | ------- |
| 2001 | Championnats du monde             | Edmonton         | 12e      | 1,85 m  |
| 2006 | Championnats du monde en salle    | Moscou           | 5e       | 1,96 m  |
| 2006 | Championnats d'Europe             | Göteborg         | 10e      | 1,92 m  |
| 2007 | Championnats d'Europe en salle    | Birmingham       | 2e       | 1,96 m  |
| 2007 | Coupe d'Europe                    | Milan            | 1re      | 2,03 m  |
| 2007 | Championnats du monde             | Osaka            | 2e       | 2,03 m  |
| 2007 | Finale mondiale                   | Stuttgart        | 2e       | 1,97 m  |
| 2008 | Coupe d'Europe                    | Annecy           | 2e       | 1,95 m  |
| 2008 | Jeux olympiques                   | Pékin            | 7e       | 1,93 m  |
| 2009 | Jeux méditerranéens               | Pescara          | 1re      | 1,97 m  |
| 2009 | Championnats d'Europe par équipes | Leiria           | 3e       | 2,00 m  |
| 2009 | Championnats du monde             | Berlin           | 3e       | 1,99 m  |
| 2009 | Golden League                     | Golden League    | 3e       | détails |
| 2009 | Finale mondiale                   | Thessalonique    | 2e       | 1,97 m  |
| 2010 | Championnats d'Europe par équipes | Bergen           | 1re      | 2,00 m  |
| 2010 | Ligue de diamant                  | Ligue de diamant | 2e       | détails |
| 2011 | Championnats d'Europe en salle    | Paris            | 1re      | 2,01 m  |
| 2011 | Championnats du monde             | Daegu            | 3e       | 2,00 m  |
| 2012 | Championnats du monde en salle    | Istanbul         | 2e       | 1,95 m  |

## Records
| Épreuve         | Épreuve      | Performance | Lieu            | Date                          |
| --------------- | ------------ | ----------- | --------------- | ----------------------------- |
| Saut en hauteur | En plein air | 2,03 m (NR) | Milan Osaka     | 24 juin 2007 2 septembre 2007 |
| Saut en hauteur | En salle     | 2,04 m (NR) | Banská Bystrica | 9 février 2011                |